# Philippe Smits
Pour les articles homonymes, voir Smits.
Philippe Smits, né le 10 mars 1950 à Ixelles est un homme politique belge bruxellois, membre des Fédéralistes démocrates francophones (FDF).
Il est licencié en philosophie et Lettres; devient président de la Maison de la Francité en 1997.

## Fonctions politiques
- Membre du Parlement de la Région de Bruxelles-Capitale de 1992 à 2004